# Martin Rodbell
Martin Rodbell (Baltimora, 1º dicembre 1925 – Chapel Hill, 7 dicembre 1998) è stato un biochimico e endocrinologo molecolare statunitense.
Rodbell è conosciuto principalmente per la scoperta delle proteine G. Nel 1994 ha ricevuto il Premio Nobel per la fisiologia e la medicina insieme ad Alfred G. Gilman per "la loro scoperta delle proteine G e il ruolo di queste proteine nella trasduzione del segnale nelle cellule".

## Vita privata
Nel 1950 Rodbell sposò Barbara Charlotte Ledermann, sorella maggiore di Sanne, una delle migliori amiche di Anna Frank, uccisa nelle camere a gas di Auschwitz assieme ai genitori nel 1943.